# Mischungslücke
Als Mischungslücke bezeichnet man zusammenhängende Zustände im thermodynamischen Zustandsraum eines Stoffgemisches, in denen das Stoffgemisch im thermodynamischen Gleichgewicht in mindestens zwei koexistierenden Phasen vorliegt. Innerhalb einer Mischungslücke ist das Stoffgemisch als homogene Mischphase nicht stabil. Wenn ein homogenes Stoffgemisch durch eine Zustandsänderung von einem Zustand außerhalb einer Mischungslücke in einen Zustand innerhalb einer Mischungslücke überführt wird, tritt Entmischung in mindestens zwei im thermodynamischen Gleichgewicht stehende Phasen unterschiedlicher Zusammensetzung ein.

## Mischungslücke in der flüssigen Phase
Das Gleichgewicht zweier oder mehrerer flüssiger Phasen wird zumeist als LLE für engl. liquid-liquid equilibrium bezeichnet.
Beispielsweise zerfällt ein Benzol/Wasser-Gemisch in eine benzolreiche Phase, in der nur etwa 0,3 mol-% Wasser enthalten ist, und eine wasserreiche Phase, in der etwa 0,04 mol-% Benzol enthalten ist; eine 1:1-Mischung ist nicht möglich. Einige Gemische sind hingegen bei einigen Temperaturen vollständig ineinander löslich, während bei anderen Temperaturen eine Entmischung stattfindet (Beispiel: Methylvinylketon/Wasser).
Meist werden Mischungslücken durch T-x-Phasendiagramme (x = Stoffmengenanteil) veranschaulicht, wobei diese im Falle von drei verschiedenen Stoffen auch eine Dreiecksform annehmen können. Die Stoffmischungen selbst bezeichnet man als Mischphasen.

T,x-Diagramm-Beispiele für Mischungslücken
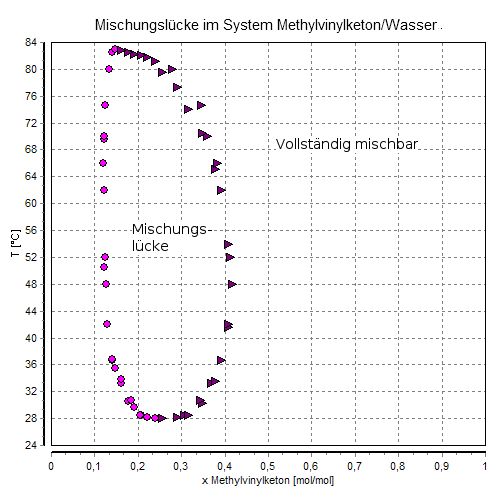
Methylvinylketon, Wasser (kleine Mischungslücke in einem Temperaturbereich)
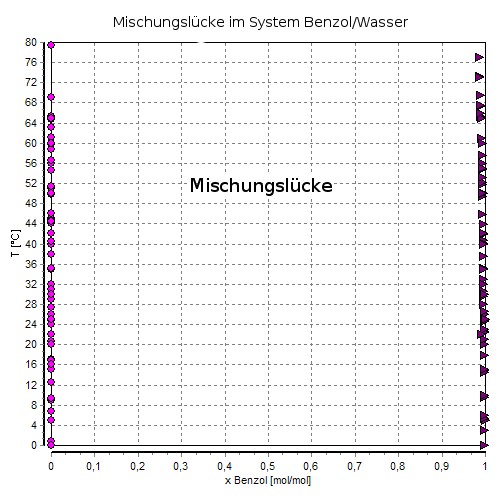
Benzol, Wasser (nahezu nicht mischbar)
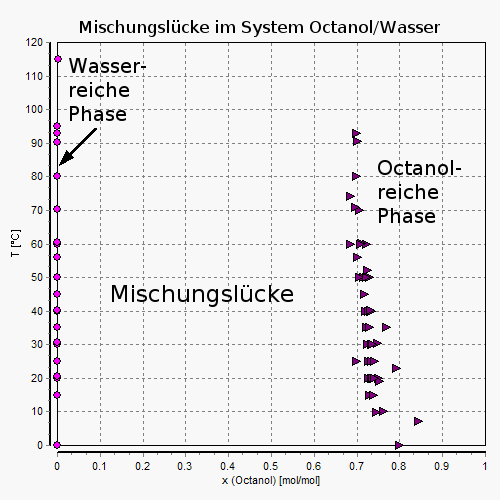
Octanol, Wasser (Wasser zu ca. 30 Mol-% lösbar in Octanol, Octanol nahezu unlösbar in Wasser, x≈0,01 Mol-%)
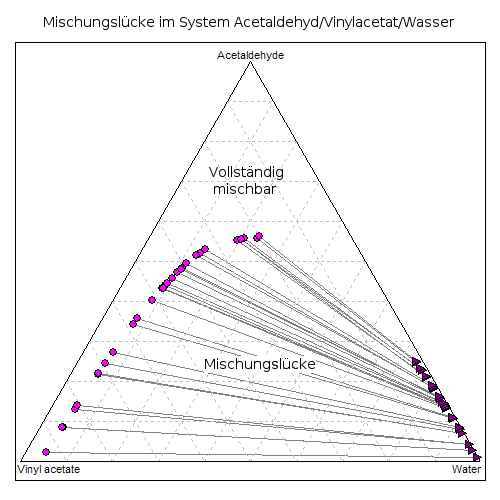
Acetaldehyd, Vinylacetat, Wasser; ternäres System mit eingezeichneten Konoden.

### Binodale

Spinodalen im binären LLE

Eine Mischungslücke wird durch eine Binodale begrenzt. Die beiden bei einer gegebenen Temperatur auf der Binodalen liegenden Zustandspunkte repräsentieren die Zusammensetzungen der im thermodynamischen Gleichgewicht in der Mischungslücke koexistierenden Phasen. Binodalen besitzen als kritische Punkte bezeichnete Extremwerte. Die zu den kritischen Punkten gehörenden Temperaturen werden als obere und untere kritische Lösungstemperatur (engl. upper and lower critical solution temperature, abgekürzt UCST und LCST) bezeichnet. Oberhalb der UCST und unterhalb der LCST sind die Komponenten in allen Verhältnissen mischbar.

### Spinodale
Spinodalen grenzen innerhalb einer Mischungslücke den Bereich zwischen Binodaler und Spinodaler, in dem das Gemisch als homogene Phase metastabil ist, von einem innerhalb der Spinodalen liegenden Bereich ab. Im innerhalb der Spinodalen liegenden Bereich ist das Gemisch als homogene Phase instabil. Erreicht das Gemisch einen innerhalb der Spinodalen liegenden Zustandspunkt, findet spontan spinodale Entmischung statt. Die Spinodale berührt die Binodale in den kritischen Punkten.

### Konode
Konoden verbinden die Zustandspunkte auf der Binodalen, die den Zusammensetzungen der sich im Gleichgewicht befindlichen koexistierenden Phasen entsprechen. Da im Gleichgewicht koexistierende Phasen denselben Druck und dieselbe Temperatur besitzen müssen, fallen Konoden, Isothermen und Isobaren innerhalb der Mischungslücke zusammen. Konoden dienen zur Bestimmung der Zusammensetzungen der beiden Phasen, in die ein Stoffgemisch zerfällt, wenn es einen Zustand innerhalb der Mischungslücke einnimmt. Mit Hilfe der Konodenregel lässt sich das Volumenverhältnis der koexistierenden Phasen ermitteln.

## Mischungslücke in Feststoffen
Siehe
- Mischkristalle bei Feststoffen
- Feststofflöslichkeiten: Eutektisch, Monotektisch, Peritektisch

## Mischungslücke in Legierungen
Siehe Legierung.